# Katastrofa lotu Lionair 602
Katastrofa lotu Lionair 602 – wydarzyła się 29 września 1998. Antonow An-24RV należący do linii Lionair i lecący z Jaffny do Kolombo rozbił się w czasie wznoszenia, po zakończeniu procedury startowej. Maszyna wystartowała w 65 minutowy lot do Colombo. Samolot zniknął z radaru będąc na wysokości 14.000 stóp (4267,2 m). Zginęło 55 osób (48 pasażerów i 7 członków załogi). Prawdopodobną przyczyną tragedii było zestrzelenie samolotu przez organizację terrorystyczną LTTE.